# Fjærland
Fjærland ist ein kleiner westnorwegischer Ort mit etwa 300 Einwohnern. Er gehört zur Gemeinde Sogndal, die im Fylke Vestland liegt.

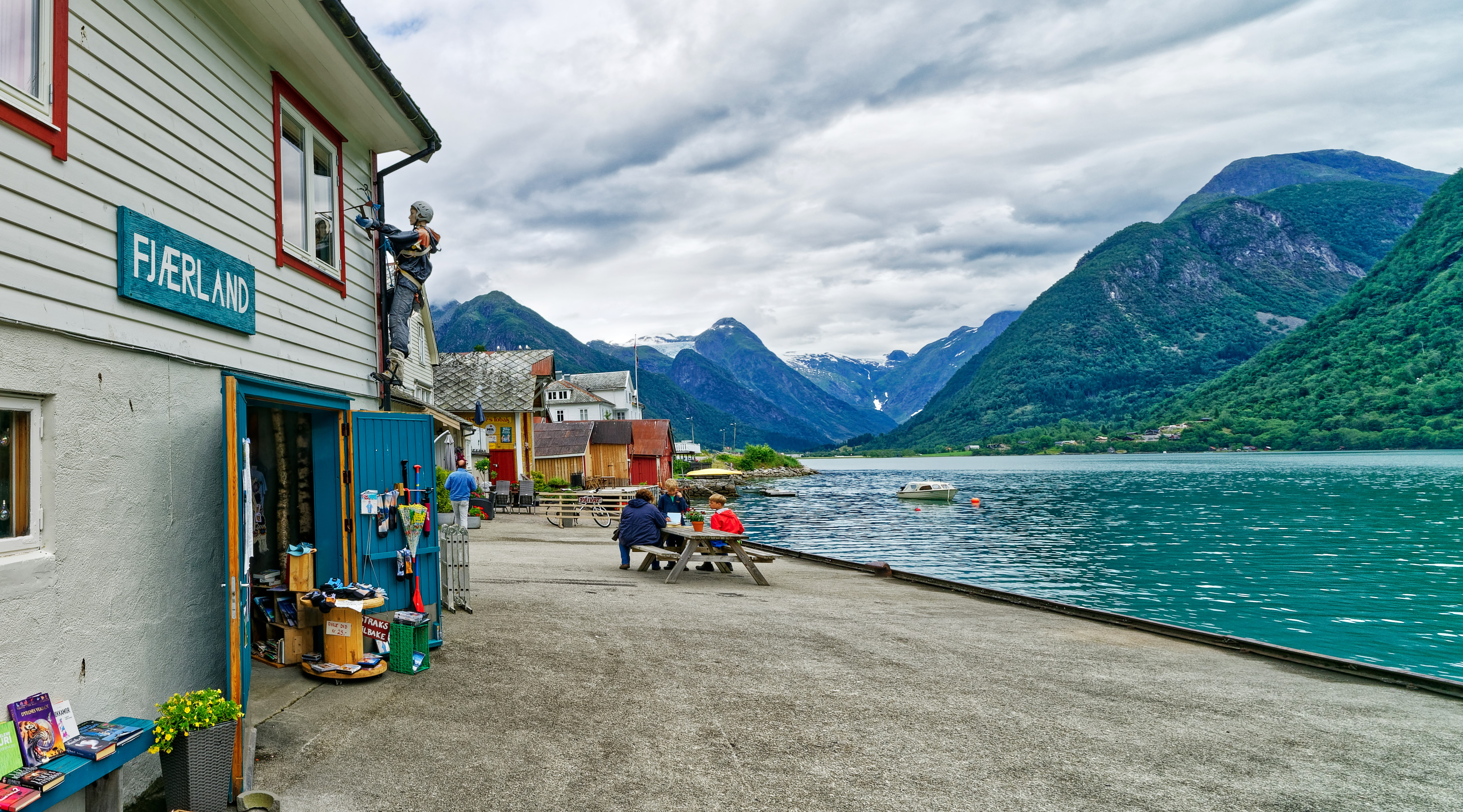
Fjerland am Fjord.

## Geografie
Fjærland liegt am Südende des Gletschers Jostedalsbreen. Zwei seiner Gletscherarme (der Bøyabreen und der Supphellebreen) ragen in Fjærland ins Tal hinunter. Die Ortschaft liegt zudem am Ende des Fjærlandsfjord, einem Arm des Sognefjords, an dessen Küste Landwirtschaft betrieben wird. Im Talbereich ist das Klima relativ warm und trocken.
Der Ort entstand am nördlichen Ende des Deltas, das sich am Ausgang des Mundal befindet und ist mit dem am südlichen Ende entstandenen Ort Mundal zusammengewachsen. Die Kirche Fjærland (auch Kirche Mundal) steht auf dem Schuttfächer des aus dem Mundal kommenden Baches. Neben ihr liegt das 1891 im Schweizerstil errichtete Hotel Mundal. Etwas unterhalb befindet sich das heutige Dorfzentrum mit Hafen und Fähranleger.

## Geschichte
Fjærland gehörte bis zum Jahr 2000 zur damaligen Kommune Balestrand und wurde zu diesem Zeitpunkt in die Gemeinde Sogndal eingegliedert. Diese Gemeinden lagen in der damaligen Provinz Sogn og Fjordane, die zum 1. Januar 2020 in das neu geschaffene Fylke Vestland überging.

## Wirtschaft
Der Ort ist geprägt durch Landwirtschaft, Tourismus und durch Buchantiquariate. Fjærland ist ein Bücherdorf. Die Bücher werden in kleinen Antiquariaten angeboten, insgesamt über 250.000 Stück. Sie befinden sich z. B. in ehemaligen Viehställen und Bootshäusern, in der ehemaligen Bank und im früheren Warteraum der Autofähre.
Neben dem Bücherdorf und den Gletschern findet sich in Fjærland das Norsk Bremuseum (Norwegisches Gletschermuseum), das Wissen über Schnee, Eis und Gletscher sammelt und der Allgemeinheit zugänglich macht. Gegenwärtig beherbergt es außerdem eine sehenswerte Multimedia-Ausstellung zum Thema „Klimawandel“.

## Verkehr
Bis 1986 war Fjærland verkehrstechnisch isoliert und nur per Fähre erreichbar. 1986 konnte dann Walter Mondale, der von 1977 bis 1981 Vizepräsident der USA war und dessen Vorfahren aus Fjærland stammen, den Tunnel und die Straße nach Skei eröffnen, die Fjærland mit der nördlich gelegenen Region Jølster verbindet. Über den Fjærlandstunnel und den Riksvei 5 ist der Ort an das Straßennetz angebunden.
Der Fähranleger wird im Sommer noch von einer Touristenfähre angefahren, auch verkehren vereinzelt Expressboote, beides betrieben von der Verkehrsgesellschaft Fjord1.

## Galerie

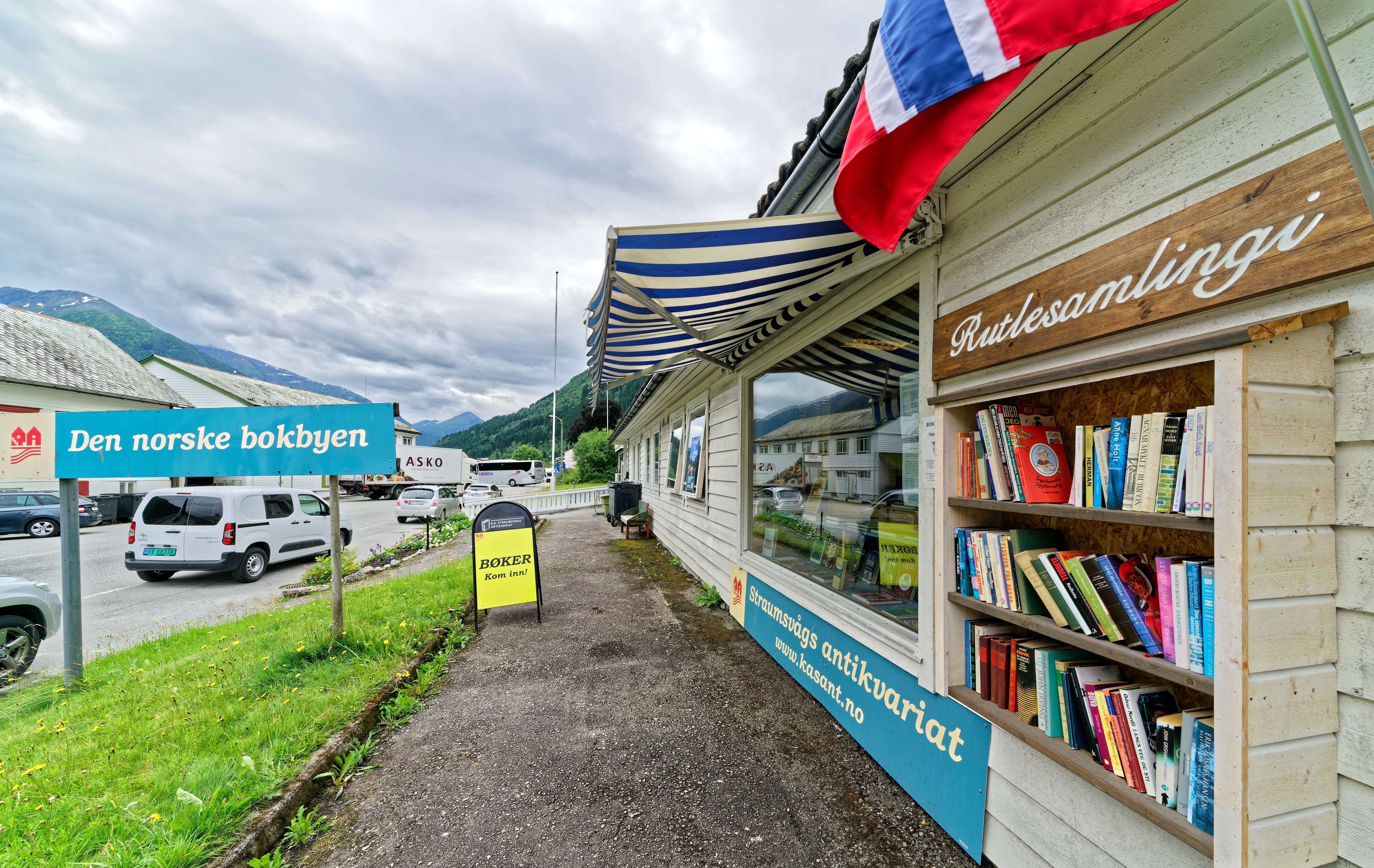
Das Bücherdorf Fjaerland
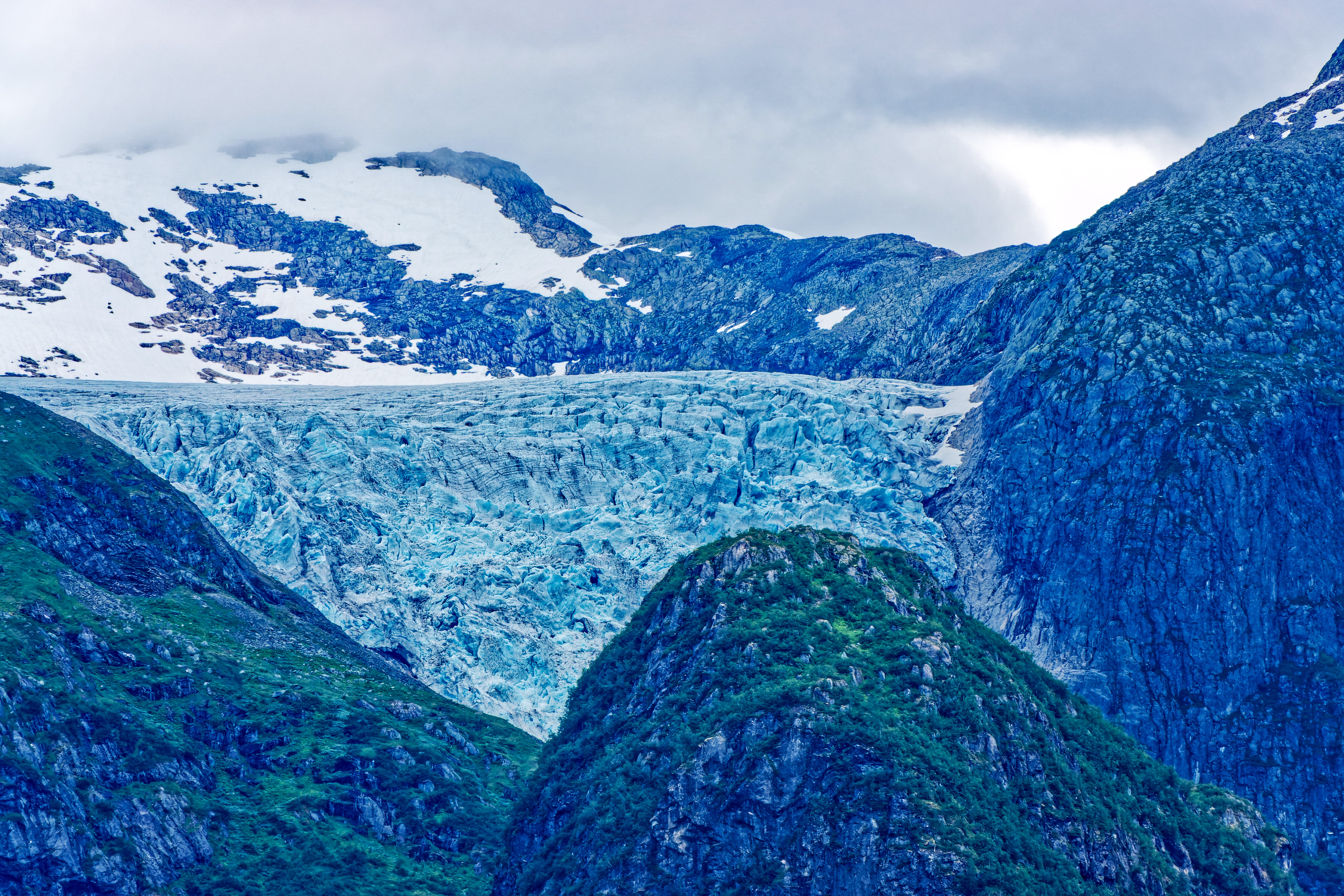
Der Boyabreen von der Ortsmitte gesehen.
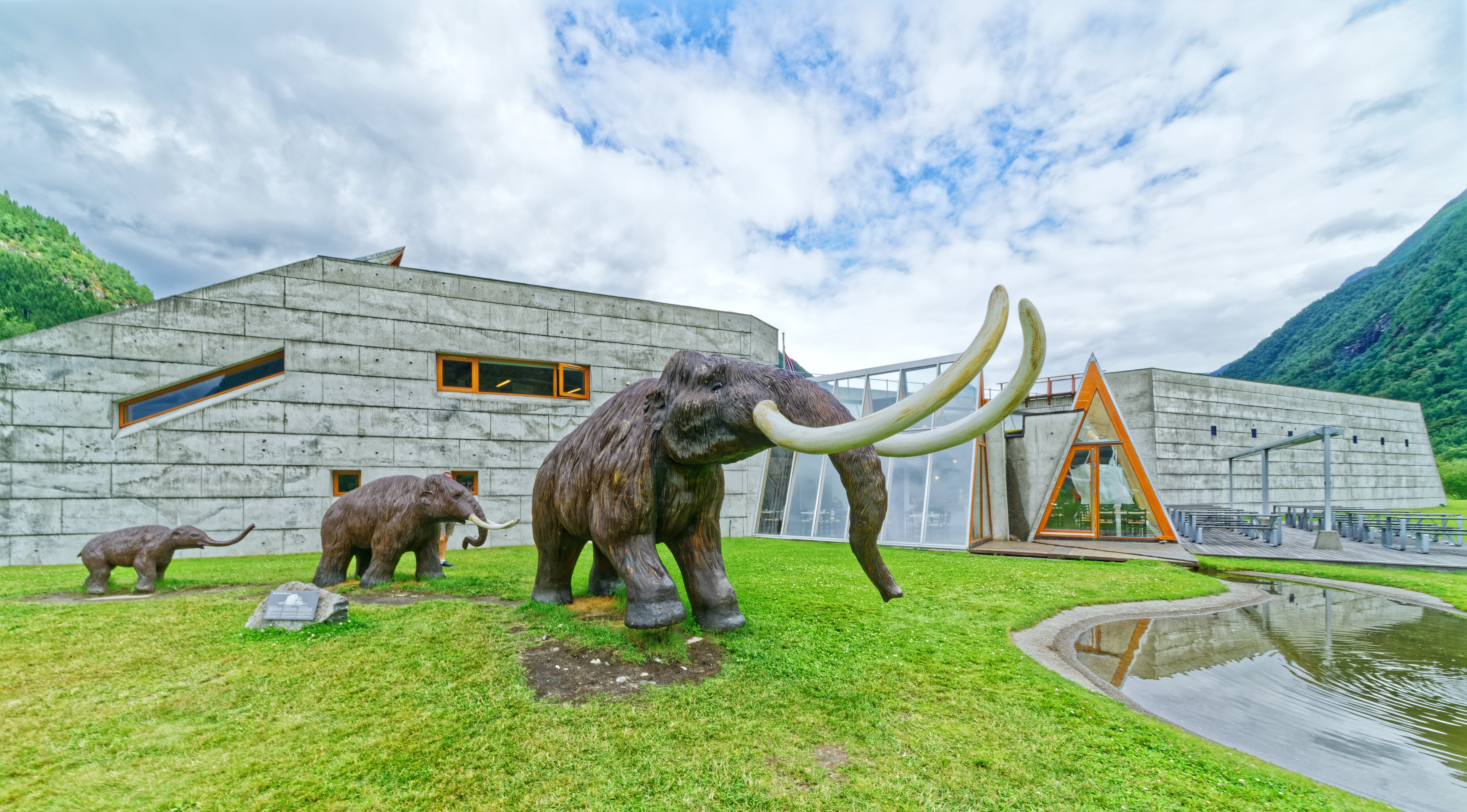
Gletschermuseum
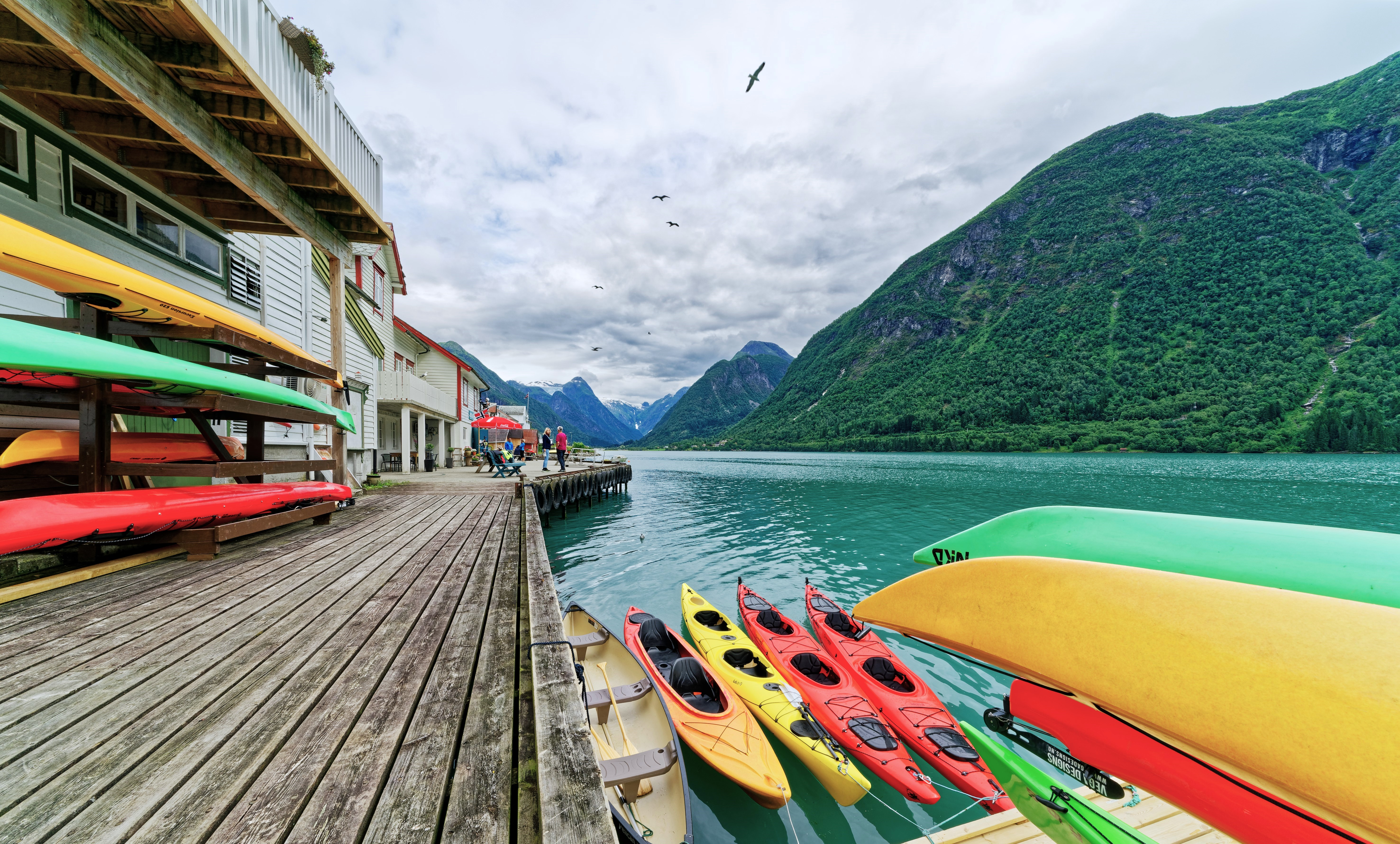
Fjærlandsfjorden